# Neil Blatchford
Nathaniel Hopkins „Neil“ Blatchford (* 5. Oktober 1945 in Chicago) ist ein ehemaliger US-amerikanischer Eisschnellläufer.

## Werdegang
Nathaniel „Neil“ Blatchford wurde im Jahr 1964 US-amerikanischer Meister und startete international erstmals in der Saison 1966/67. In der Saison 1967/68 kam er bei der Mehrkampf-Weltmeisterschaft 1968 in Göteborg auf den 24. Platz im Großen Vierkampf und bei den Olympischen Winterspielen 1968 in Grenoble, auf den fünften Rang über 500 m. In der folgenden Saison gewann er mehrere internationale Rennen und errang bei der Mehrkampf-Weltmeisterschaft 1969 in Deventer den 23. Platz im Großen Vierkampf. In den folgenden Jahren belegte er bei der Sprintweltmeisterschaft 1970 in West Allis den 20. Platz und bei den Olympischen Winterspielen 1972 in Sapporo den 15. Rang über 500 m. Nach der Saison 1971/72 wechselte er zu der professionellen Eisschnelllaufliga ISSL. Dabei wurde er bei den Sprint-Weltmeisterschaften 1973 in Göteborg Sechster.

## Erfolge

### Olympische Spiele
- 1968 Grenoble: 5. Platz 500 m
- 1972 Sapporo: 15. Platz 500 m

### Mehrkampf-Weltmeisterschaften
- 1968 Göteborg: 24. Platz Großer Vierkampf
- 1969 Deventer: 23. Platz Großer Vierkampf

### Sprint-Weltmeisterschaften
- 1970 West Allis: 20. Platz Sprint-Mehrkampf

## Persönliche Bestleistungen
| Disziplin | Zeit        | Datum            | Ort                  |
| --------- | ----------- | ---------------- | -------------------- |
| 500 m     | 38,46 s     | 16. Januar 1972  | Madonna di Campiglio |
| 1000 m    | 1:21,70 min | 7. Januar 1972   | Davos                |
| 1500 m    | 2:12,90 min | 1. Mai 1969      |                      |
| 3000 m    | 5:05,80 min | 1. Mai 1969      |                      |
| 5000 m    | 8:36,90 min | 15. Februar 1969 | Deventer             |